# Sanča od Leona
Sanča Leonska (španski Sancha de León; umrla 8. novembra 1067.) bila je infanta i kraljica Leona u Španiji.

## Biografija
Kraljica Sanča jeste rođena oko 1018. godine kao starije dete kralja Alfonsa V. Sančina majka je bila Alfonsova prva supruga, Elvira Mendes. Sanča je imala brata Bermuda, koji je nasledio svoga oca na tronu Leona kao Bermudo III od Leona.
Fernando, grof Kastilje, oženio se Sančom 1032. godine. Nakon šta je pobedio Sančinog brata, Fernando je postao kralj Fernando I od Leona. Sanča je bila leonska kraljica i kastiljska grofica.
Fernandova i Sančina deca:
- Uraka od Zamore
- Elvira od Tora
- Sančo II od Kastilje
- Alfonso VI
- Garsija II od Galicije

## Bibliografija
- Blanco Lozano, Pilar. Colección diplomática de Fernando I (1037–1065). León: Centro de Estudios e Investigación «San Isidoro» (CSIC-CECEL) y Archivo Histórico Diocesano, 1987.  84-00-06653-7.
- Sánchez Candeira, Alfonso (1999) [1950].  Rosa Montero Tejada, ур. Castilla y León en el siglo XI, estudio del reinado de Fernando I (на језику: шпански). Madrid: Real Academia de la Historia. ISBN 978-84-8951241-2.